# برغي

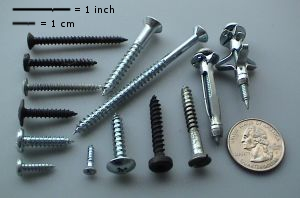
براغي بأحجام مختلفة.

البرغي (الجمع: بَرَاغِي) ويسمى أيضًا المرود والمحوى والقلاووظ أو المسمار الملولب أو المسمار المقلوظ وإن كان من الخشب سُمِّيَ دسرة، وهو المسمار اللولبي ذو سنٍّ ملولبة، يثبت بالتدوير لا بالدَّق، وهو قطعة من المعدن شبه أسطوانية الشكل تقريباً مدببة من أحد أطرافها وعريضة من الجهة الأخرى محززة على شكل لولبي شبيه لحد ما بالمسمار، عند تثبيت رأسه المدبب في قطعة من الخشب وأدارة البرغي من جهة رأسه العريض يدخل البرغي في القطعة الخشبية يصعب معه سحب البرغي عن الخشبة.

صورة لألية عمل البرغي.

هناك أنواع وقياسات مختلفة من البراغي وكذلك المادة المصنوعة منها، فقد يكون البرغي مصنوع من الحديد العادي أو الحديد المغلون أو البراص أو الألمنيوم أو البلاستك ولكل منها استخداماته الخاصة.
أنواع البراغي الموجودة في الأسواق والمستخدمة في الصناعة تعد بالألاف ويحكمها عموما نوع مادتها وطولها وقطرها ونوع تسنينها،
يستخدم لتثبيت البراغي عدد خاصة من المفكات ذات رؤوس مختلفة تتناسب والعزم اللازم لتثبيت البرغي في موضعه، من هذه المفكات ما هو يدوي ومنها الآلي الكهربائي.

## التأثيل
البرغي كلمة دخيلة أصلها بورغو العثمانية وتعني اللولب.

## المقاس
تتبع تسمية مقاسات البراغي اصطلاحات إحدى منظمات المعايير ومنها:
- إيزو الدولية
- دين الألمانية